# Lillian Hellman
Lillian Hellman, nome completo Lillian Florence Hellman (New Orleans, 20 giugno 1905 – Tisbury, 30 giugno 1984), è stata una scrittrice e drammaturga statunitense.

## Biografia
Lillian Hellman ha forse rappresentato meglio di chiunque altro l'utilizzo di un testo letterario o teatrale come atto di denuncia sociale e politica. Cresciuta a New York, dove si sposta con la famiglia quando ha solo cinque anni, si interessa sin da piccola di scrittura e si laurea alla "Columbia University".
Nel 1925 sposa lo sceneggiatore Arthur Kober, e lo segue a Los Angeles, quando questi trova lavoro nel mondo del cinema. Ma il matrimonio non funzionerà, e quando nel 1932 la Hellman si innamora del celebre scrittore Dashiell Hammett, lo lascia. La relazione tra la Hellman e Hammett sarà passionale quanto tormentata e durerà fino alla morte di quest'ultimo.
Nel 1934 Lillian Hellman scrive la sua prima piece teatrale di successo, The Children's Hour, in cui condanna il perbenismo borghese affrontando un tema per l'epoca scabroso, l'omosessualità femminile, cominciando così a dimostrare le sue idee politiche apertamente di sinistra. Il testo verrà adattato due anni dopo per il cinema da William Wyler nel film La calunnia, con la sceneggiatura scritta dalla stessa Hellman, che sarà costretta ad eliminare ogni riferimento all'omosessualità a causa del rigido codice Hays allora vigente; sarà per la scrittrice l'inizio di una parallela carriera come sceneggiatrice cinematografica, concentrata soprattutto negli anni quaranta per i film di Wyler.
Nel 1937 costituì con gli amici scrittori Ernest Hemingway, John Dos Passos ed il poeta Archibald MacLeish una società per raccogliere i fondi per un nuovo documentario propagandistico antifascista di Hemingway dal titolo The Spanish Earth (Terra di Spagna) sulla guerra civile spagnola, che venne presentato il 4 giugno 1937 a New York nel corso di una riunione organizzata dalla League of American Writers, dopo che, sempre con Dos Passos e MacLeish, ebbe costituita la Contemporary Historian Inc. per fare in modo che il famoso regista Joris Ivens e il cameraman John Ferno partecipassero al film.
Nel 1939 la scrittrice realizza il dramma teatrale Le piccole volpi, uno spaccato di vita borghese ambientato negli Stati Uniti del Sud nei primi del Novecento, in cui condanna la cupidigia e l'arrivismo di una certa fascia sociale. La pièce viene rappresentata a Broadway da Tallulah Bankhead con grande successo, non mancando però di suscitare polemiche per i suoi contenuti scottanti e provocatori. Anche quest'opera venne trasposta per il cinema nel film Piccole Volpi, con la regia di Wyler e la sceneggiatura della Hellmann.
Negli anni quaranta continua a lavorare intensamente per il teatro, ma la persecuzione politica da parte del Governo degli Stati Uniti, considerata la sua fede stalinista antitrotskista, ne limita la libertà di pubblicare le sue opere; quindi si dedica prevalentemente alla scrittura per il cinema, dato che i suoi lavori teatrali, nonostante le polemiche, venivano regolarmente trasposti in film. Nel 1943 la sua sceneggiatura per il film Fuoco a oriente, tratto dalla sua pièce The North Star, ottiene la nomination all'Oscar alla miglior sceneggiatura originale, ma la Commissione per le attività antiamericane accusò il film di essere filocomunista. Anche altre sue opere teatrali furono adattate per il grande schermo (Watch on the Rhine, alla cui sceneggiatura collaborò anche il suo compagno Dashiell Hammett, The Searching Wind e L'altra parte della foresta). Nel 1959 realizza un'altra piece di successo, dal titolo Toys in the Attic, per cui viene nominata ad un Tony Award, che diventerà anch'essa un film pochi anni dopo (La porta dei sogni, con la regia di George Roy Hill).
Nel 1961 La calunnia venne di nuovo trasposto sul grande schermo, con il titolo Quelle due, sempre con la regia di Wyler e con una maggior fedeltà al testo originale della Hellmann. Nel 1966 realizza la caustica sceneggiatura del film La caccia (The Chase) di Arthur Penn, con Marlon Brando. Nel 1977 il suo romanzo Pentimento, in cui racconta la sua amicizia con una donna antifascista, viene portato con successo sullo schermo nel film premio Oscar, Giulia (Julia) di Fred Zinnemann, in cui la Hellman viene interpretata da Jane Fonda.
La Hellman fu accusata di essersi appropriata di un episodio della resistenza ebraica antinazista, il cui merito ricadeva invece su un'anonima psichiatra di Princeton, come racconta lo scrittore Edmund White. Lei ha sempre rimandato le accuse al mittente, la questione è rimasta controversa e non ha nessuna rilevanza dal punto di vista letterario.
Lillian Hellman si spegne dieci giorni dopo il suo settantanovesimo compleanno a Martha's Vineyard.

## Opere
Teatro e cinema
- La calunnia (The Children's Hour) (1934)
- The Dark Angel (1935)
- These Three (1936)
- Dead End (1937)
- Le piccole volpi (The Little Foxes) (1939)
- La guardia al Reno (Watch on the Rhine) (1940)
- The North Star (1943)
- The Searching Wind (1944)
- L'altra parte della foresta (Another Part of the Forest) (1946)
- The Autumn Garden (1951)
- Candide (1957) per musica di Leonard Bernstein
- Toys in the Attic (1959)
- Six plays (1960), contiene: The Children's Hour (1934), Days to Come (1936), The Little Foxes (1939), Watch on the Rhine (1940), Another Part of the Forest (1946) e The Autumn Garden (1951)
- The Collected Plays (1971)

Ricordi e prose
- Una donna incompiuta (An Unfinished Woman: A Memoir) (1969), trad. Editori Riuniti, 1983 ISBN 88-359-2645-9
- Pentimento: A Book of Portraits (1973), trad. Adelphi, 1978 ISBN 978-88-459-0350-2
- Scoundrel Time (1976)
- Una donna segreta (Maybe) (1980), trad. Editori Riuniti, 1982 ISBN 88-359-4724-3 ISBN 978-88-89212-13-4

Interviste e altro
- Introduzione a Dashiell Hammett, L'istinto della caccia, Mondadori, Milano 1974
- Conversations with Lillian Hellman, a cura di Jackson R. Bryer, University Press of Mississippi, 1986
- Critical Essays on Lillian Hellman, a cura di Mark W. Estrin, G. K. Hall, Boston 1989

## Filmografia

### Sceneggiatrice
- L'angelo delle tenebre (The Dark Angel), regia di Sidney Franklin (1935)
- La calunnia (These Three), regia di William Wyler (1936)
- Terra di Spagna (The Spanish Earth), regia di Joris Ivens (1937)
- Strada sbarrata (Dead End), regia di William Wyler (1937)
- La dama e il cowboy (The Cowboy and the Lady), regia di Henry C. Potter - contributo non accreditato (1938)
- L'uomo del West (The Westerner), regia di William Wyler (1940)
- Piccole volpi (The Little Foxes), regia di William Wyler (1941)
- Quando il giorno verrà (Watch on the Rhine), regia di Herman Shumlin - soggetto e sceneggiatura (con Dashiell Hammett) (1943)
- Fuoco a oriente (The North Star), regia di Lewis Milestone - soggetto e sceneggiatura (1943)
- The Searching Wind, regia di William Dieterle (1946)
- Un'altra parte della foresta (Another Part of the Forest), regia di Michael Gordon - soggetto (1948)
- Quelle due (The Children's Hour), regia di William Wyler - soggetto (1961)
- La porta dei sogni (Toys in the Attic), regia di George Roy Hill - soggetto (1963)
- La caccia (The Chase), regia di Arthur Penn (1966)
- Giulia (Julia), regia di Fred Zinnemann - soggetto (1977)

### Attrice
- I dokimi, regia di Jules Dassin (1974)